# Villamagina
Villamagina ist eine Fraktion (italienisch frazione) der italienischen Gemeinde Sellano in der Provinz Perugia in Umbrien.

## Geografie
Der Ort liegt etwa ein Kilometer nordwestlich des Hauptortes Sellano und etwa 50 km südöstlich der Provinz- und Regionalhauptstadt Perugia. Der Ort liegt bei 711 m s.l.m. und hatte 2001 ca. 90 Einwohner. 2011 waren es 195 Einwohner.

## Geschichte
Der Ort, damals auch Villa Macina oder Villa Maina genannt, hatte im Jahr 1611 160 Einwohner, ein Jahrhundert später waren es 145. Bekannt war der Ort ab dem 18. Jahrhundert für die Produktion von Feilen und Raspeln. Der Ort verdoppelte seine Einwohnerzahl zwischen 2001 und 2005, als etwa 40 neue Häuser und Gebäude entstanden.

## Sehenswürdigkeiten

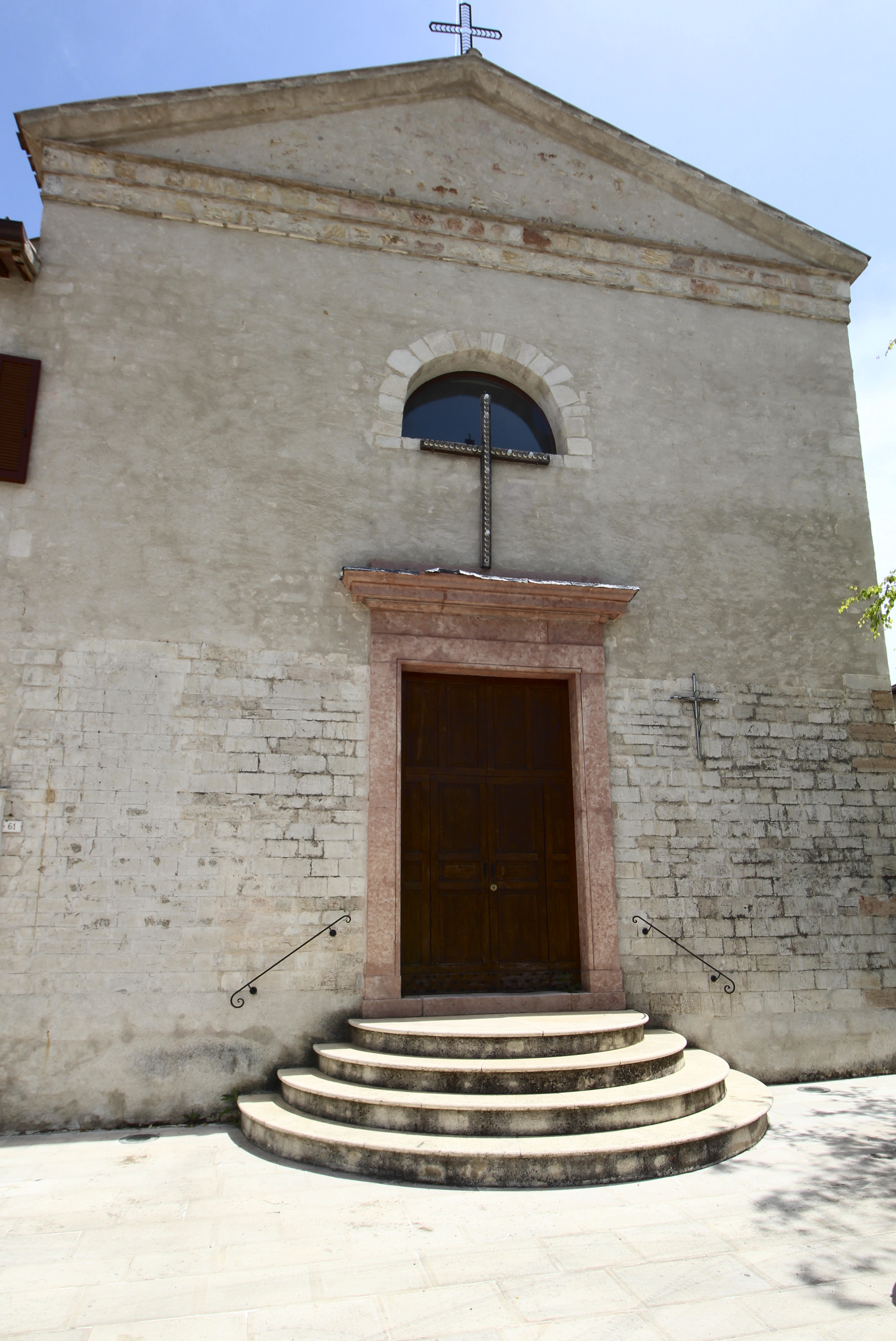
Die Kirche San Silvestro

- San Silvestro, Kirche im Ortskern. Enthält das Leinwandgemälde Madonna col Bambino tra gli Angeli (auch Tela del Rosario genannt) aus dem späten 17. Jahrhundert, das Tafelgemälde Risurrezione di Cristo an der Wand der Apsis, das Tafelkreuz Tavola sagomata del Crocifisso sowie den Altar dell’Immacolata Concezione.[3]